# NGC 4911
NGC 4911 (другие обозначения — UGC 8128, MCG 5-31-93, ZWG 160.260, DRCG 27-82, IRAS12584+2803, PGC 44840) — галактика в созвездии Волосы Вероники. Входит в состав скопления галактик, называемом скоплением Волос Вероники. Большинство галактик в этом скоплении - эллиптические, лишь несколько из них имеют спиральную структуру, к ним относится и NGC 4911.
Галактика исследована с помощью телескопа Хаббл, её спиральные рукава активно взаимодействуют с соседними галактиками.
Этот объект входит в число перечисленных в оригинальной редакции «Нового общего каталога».